# 4 juin 1965
Le vendredi 4 juin 1965 est le 155e jour de l'année 1965.

## Naissances
- Andrea Jaeger, joueuse de tennis américaine
- Hervé Flandin, biathlète français
- Hugues Fourage, homme politique français
- Huzama Habayeb, écrivaine palestinienne
- Igor Kolaković, joueur et entraîneur monténégrin de volley-ball
- Ivars Liepa, joueur de basket-ball letton
- Jonathan Canter, joueur de tennis
- Laurent Wehrli, personnalité politique vaudoise
- Mary Harvey, joueuse américaine de football
- Michael Doohan, pilote de vitesse moto australien
- Shannon Walker, astronaute américaine
- Tim Perry, joueur de basket-ball américain

## Décès
- Ernst Rodenwaldt (né le 5 août 1878), médecin allemand
- Léon Lauvray (né le 24 septembre 1877), personnalité politique française

## Événements
- Sortie du single Beatles for Sale (No. 2)
- Sortie du film polonais Walkower